# Elizabeth Cadell
Pour les articles homonymes, voir Cadell.
Elizabeth Cadell, née Vandyke en 1903 à Calcutta, en Raj britannique, et morte au Portugal le 9 octobre 1989, est une romancière britannique de roman d'amour. Elle a également signé deux titres sous le pseudonyme Harriet Ainsworth par lequel elle est connue en France.

## Biographie
Fille d’Elizabeth Lynch et Frederick Reginald Vandyke, un fonctionnaire britannique du gouvernement indien, elle étudie la musique à Londres pendant la Première Guerre mondiale, mais refuse d’entreprendre ensuite une carrière de musicienne et choisit plutôt de retourner aux Indes où elle se marie avec  Henry Dunlop Raymond Mallock Cadell. Dix ans plus tard, elle devient veuve et s’installe avec ses deux enfants en Angleterre.
Lors de la Deuxième Guerre mondiale, elle travaille à York et, pendant ses temps libres, se met à l’écriture d’un roman psychologique, My Dear Aunt Flora, publié en 1946. Elle donne ensuite une quarantaine d’ouvrages, dont plusieurs mêlent touches d'humour et récits sentimentaux. Elle publie aussi en 1958 un premier roman policier, Shadows on the Water, suivi de quelques autres dans ce même genre.
Dans les années 1960, elle déménage au Portugal, pays d’adoption qu’elle utilise fréquemment comme toile de fond de ses romans dès la fin des années 1950.
Elle meurt en 1989, à l’âge de 85 ans.

## Œuvre

### Romans

#### Série sentimentaleWaynes of Wood Mount
1. The Lark Shall Sing ou The Singing Heart (1955)
2. The Blue Sky of Spring (1956)
3. Six Impossible Things (1961)

#### Autres romans
- My Dear Aunt Flora (1946)
- Last Straw for Harriet ou Fishy, Said the Admiral (1947)
- Gay Pursuit (1948)
- River Lodge (1948)
- Iris in Winter (1949)
- Brimstone in the Garden (1950)
- Enter Mrs. Belchamber ou The Frenchman and the Lady (1951)
- The Greenwood Shady (1951)
- Sun in the Morning (1951)
- Men and Angels (1952)
- Journey’s Eve ou Crystal Clear (1953)
- Spring Green (1953)
- When Gentlemen Go By ou Around the Rugged Rock (1954)
- The Cuckoo in Spring (1954)
- Money to Burn (1955)
- Consider the Lilies (1955), signé Harriet Ainsworth
- I Love a Lass (1956)
- Bridal Array (1957)
- Sugar Candy Cottage (1958)
- The Green Empress (1958)
- Honey for Tea (1961)
- The Toy Sword ou Language of the Heart (1962)
- Mixed Marriage: The Diary of a Portuguese Bride (1963)
- Letter to My Love (1963)
- Be My Guest (1964)
- The Corner Shop (1966)
- The Stratton Story ou Mrs. Westerby Chamges Course (1967)
- The Golden Collar (1969)
- The Friendly Air (1970)
- The Past Tense of Love (1970)
- Come Be My Guest (1971)
- Home for the Wedding (1971)
- The Haymaker (1972)
- Royal Summons (1972)
- Deck with Flowers (1973)
- The Fledgling (1975)
- Game in Diamonds (1976)
- Return Match (1976)
- Parson’s House (1977)
- The Round Dozen (1978)
- Family Gathering (1979)
- The Marrying Kind (1980)
- Any Two Can Play (1981)
- A Lion in the Way (1982)
- Remain to Be Seen (1983)
- The Waiting Game (1985)
- The Empty Nest (1986)
- Out of the Rain (1987)

### Romans  policiers
- Shadows on the Water (1958) Publié en français et signé Harriet Ainsworth sous le titre Escale à Lisbonne, Paris, Librairie des Champs-Élysées, coll. « Le Masque » no 899, 1966
- Alice, Where are Thou? (1959)
- The Yellow Brick Road (1960)
- Death Among Friends (1964), signé Harriet Ainsworth Publié en français sous le titre Le Festival d’Édimbourg, Paris, Librairie des Champs-Élysées, coll. « Le Masque » no 868, 1965
- Canary Yellow (1965)
- The Fox From His Lair (1965)
- Deck with Flowers (1989)

## Sources
- Jacques Baudou et Jean-Jacques Schleret, Le Vrai Visage du Masque, vol. 1, Paris, Futuropolis, 1984, 476 p. (OCLC 311506692), p. 25-26